# Hugoldsdorf
Hugoldsdorf ist eine Gemeinde im Landkreis Vorpommern-Rügen in Mecklenburg-Vorpommern (Deutschland). Die Gemeinde wird vom Amt Recknitz-Trebeltal mit Sitz in der Stadt Tribsees verwaltet.

## Geografie
Hugoldsdorf liegt westlich von Grimmen, etwa sieben Kilometer nördlich von Tribsees und acht Kilometer nordöstlich von Bad Sülze. Durch die Gemeinde fließt ein Nebenarm der Trebel.

### Ortsteile
Ortsteile der Gemeinde sind:
- Rönkendorf
- Hugoldsdorf

Die Gemeinde war bis 1952 Teil des Landkreises Franzburg-Barth und gehörte danach bis 1994 zum Kreis Stralsund im Bezirk Rostock. Seit 1990 gehört Hugoldsdorf zum Land Mecklenburg-Vorpommern.

## Geschichte
Nach Zugehörigkeit zum Herzogtum Pommern kam der Ort nach dem Dreißigjährigen Krieg bis 1815 zu Schwedisch-Pommern. Danach gehörte er zur preußischen Provinz Pommern.
Beide Ortsteile wurden 1294 erstmals urkundlich erwähnt. Der Ritter Hugoldus war Namensgeber des Ortes und Stammvater der Familie Behrs, die das Gut mehrere Jahrhunderte bis 1701 besaß.
Nachdem sie lange Zeit der Familie von Behr gehört hatten, kamen die Güter Hugoldsdorf und Rönkendorf 1701 durch Heirat der Erbin Margarethe Anna von Behr (1685–1752) mit Hans-Jürgen von Gadow (1674–1751) in das Eigentum der Familie von Gadow. Margarethe Anna und Hans-Jürgen hatten 21 gemeinsame Kinder. Erbe wurde der Sohn Karl Ludwig von Gadow, liiert mit Sophie von Quitzow, dann deren Sohn Adolf Karl Ludwig Hans von Gadow (1808–1893), verheiratet mit Luise Gräfin Krag-Juel-Wynd-Frys. Adolf sen. von Gadow war Rechtsritter im Johanniterorden und bereits seit 1857 dort Mitglied. Zum Besitztum Hugelsdorf gehörte als Zubehör das Gut in Neuhof. Nachfolger wurde Hans von Gadow, liiert mit Utta Freiin von Wintzingerode. Ihr Erbe wurde der Neffe als letzter Besitzer auf Hugoldsdorf und Neuhof war Oberstleutnant Adolf von Gadow (1888–1945). Er war mit Irmgard von Saldern (1889–1978) verheiratet. 1945 erfolgt die Enteignung im Zuge der Bodenreform. Die Nachfahren leben in Deutschland und den USA.
Die Familie baute 1796 ein Gutshaus und 1861 daneben das heutige Herrenhaus. Dieses war nach 1945 Wohn- und Kulturhaus sowie Sitz der Landwirtschaftlichen Produktionsgenossenschaft (LPG). Das Gebäude wurde 2006 freigekauft und wird seitdem saniert und bewohnt durch eine Gruppe von Menschen, die sich in Arbeit, Leben und Studium um Wege in die Zukunft des sozialen Lebens bemühen.
Rönkendorf (Hugelsdorf) gehörte ebenso zum Gutskomplex derer von Gadow, zunächst zur Linie Groß Potrems. Deren Vertreter war Friedrich August von Gadow auf Rönkendorf, seines Zeichens Fürstlich-Schaumburgisch-Lippischer Forst- und Jagdjunker in Slavonien, und seine Frau Auguste Rieß von Scheurnschloß. Letzter Gutsbesitzer hier wurde der Vetter, der Landwirt Eberhard von Gadow-Hugelsdorf (1890–1956). Er war viele Vertreter des Landadels im Johanniterorden, seine Ehefrau Irene Baronesse von Roenne (1893–1993) stammte aus dem Kurland.

## Wappen, Flagge, Dienstsiegel
Die Gemeinde verfügt über kein amtlich genehmigtes Hoheitszeichen, weder Wappen noch Flagge. Als Dienstsiegel wird das kleine Landessiegel mit dem Wappenbild des Landesteils Vorpommern geführt. Es zeigt einen aufgerichteten Greifen mit aufgeworfenem Schweif und der Umschrift „GEMEINDE HUGOLDSDORF“.

## Sehenswürdigkeiten
- Spätklassizistisches, unsaniertes, zweigeschossiges, 13-achsiges Herrenhaus Hugoldsdorf der Familie von Gadow von 1861, mit Mittelrisalit und Mezzaningeschoss.
- Barockes Kavaliershaus (1769), backsteinsichtig, mit retrospektiven, barockgotischen Elementen, aufgrund seines Seltenheitswertes wird es zurzeit (2024) aufwendig restauriert.[7]
- Turmhügel Hugoldsdorf, urkundlich 1295 gegründet.

## Verkehr und Bevölkerung
Die südlich der Gemeinde verlaufende Bundesautobahn 20 ist über den Anschluss Tribsees (ca. 8 km) zu erreichen. Der nächste Bahnhof befindet sich in Buchenhorst an der Bahnstrecke Stralsund–Rostock, etwa 20 Kilometer nördlich von Hugoldsdorf. Die Gemeinde Hugoldsdorf war die bevölkerungsärmste und dünnbesiedeltste Gemeinde im ehemaligen Kreis Nordvorpommern.

## Persönlichkeiten

### Söhne und Töchter der Gemeinde
- Samuel von Behr (* um 1575; † 1621), Geheimer Rat, Hofmeister und Vertrauter Herzog Adolf Friedrichs I. zu Mecklenburg-Schwerin, Reiterstandbild im Doberaner Münster
- August von Gadow (* 1802 in Hugoldsdorf; † 1860 in Goslar), preußischer Rittergutsbesitzer und Politiker, MdA, MdH
- Adolf Brieger (* 1832 in Rönkendorf; † 1912 in Halle), deutscher Pädagoge und Schriftsteller